# Bellflower (Illinois)
Pour les articles homonymes, voir Bellflower.
Bellflower est un village, situé à l'est du comté de McLean dans l'Illinois, aux États-Unis,.

## Démographie
Lors du recensement de 2010, le village comptait une population de 357 habitants. Elle est estimée, en 2016, à 346 habitants.

### Source de la traduction
- (en) Cet article est partiellement ou en totalité issu de l’article de Wikipédia en anglais intitulé « Bellflower, Illinois » (voir la liste des auteurs).